# Observatoire astronomique Engelhardt
L’observatoire astronomique Engelhardt est un observatoire astronomique de l'institut de physique de l'Université fédérale de Kazan. Il travaille sur les problèmes d'astrométrie, de géodésie, de radioastronomie et d'astrophysique. Il est situé à une vingtaine de kilomètres à l'ouest de Kazan et possède un télescope sur un site d'altitude à Zelentchoukskaïa dans le Caucase pour la détection des planètes mineures et des comètes.

## Histoire

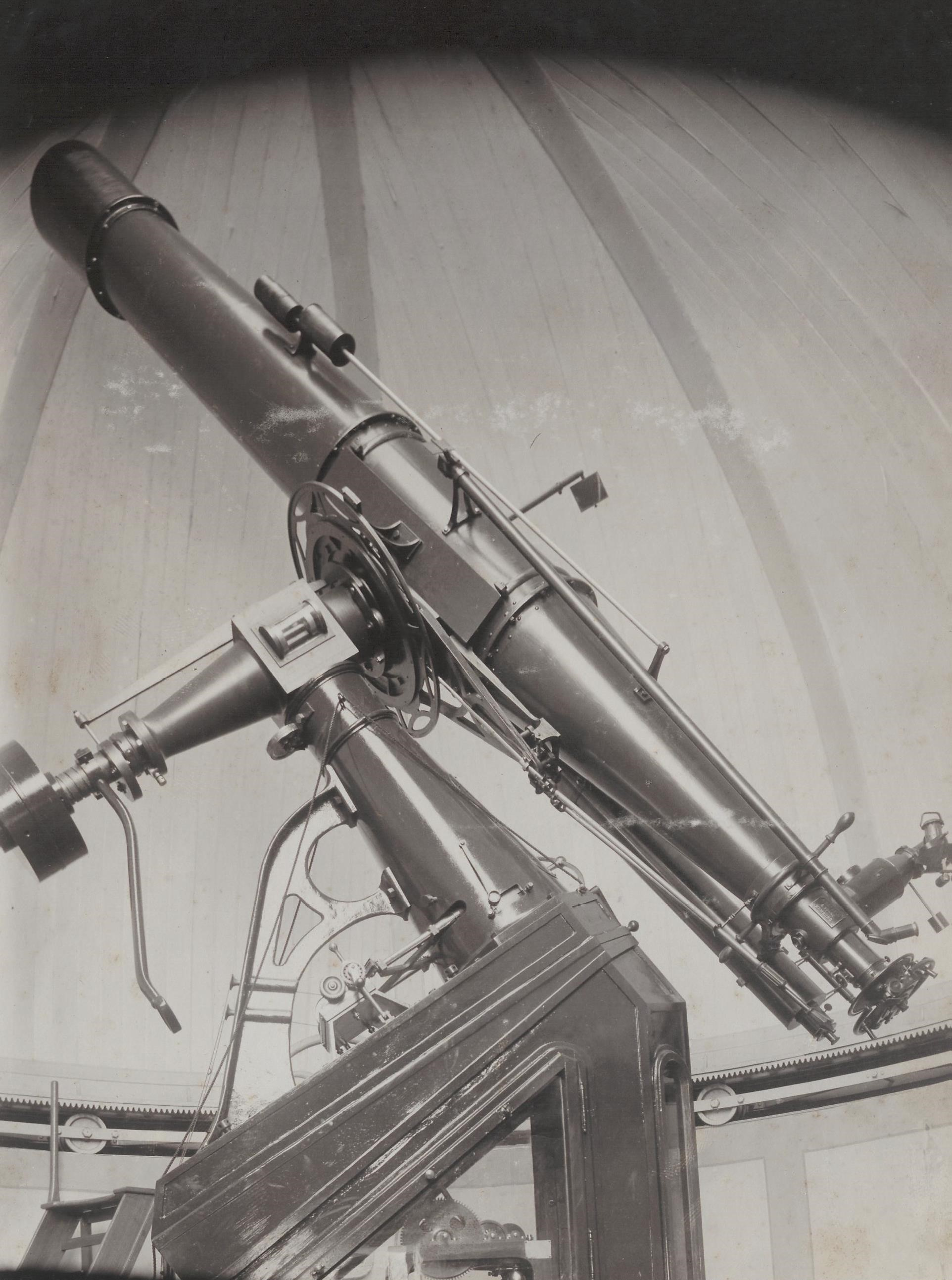
Lunette (1909)..
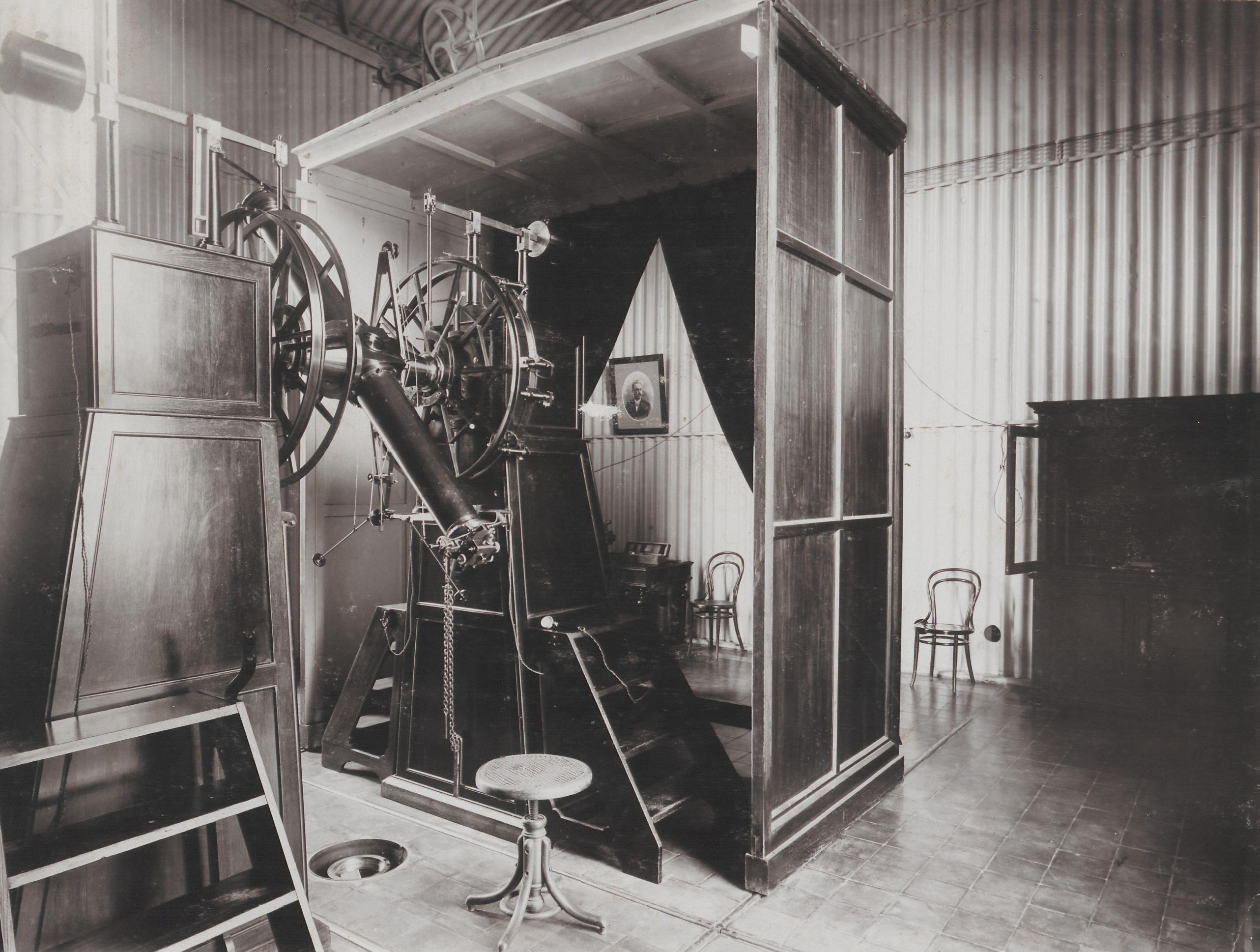
Lunette méridienne (1909).

L'observatoire a été créé en 1901 à partir du matériel du laboratoire privé de Vassili Engelhardt à Dresde, principalement une lunette de 12 pouces, une lunette méridienne et un héliomètre.
Ces instruments ont été inclus en 2003 dans la liste patrimoniale de l'UNESCO.

## Site de Zelentchoukskaïa

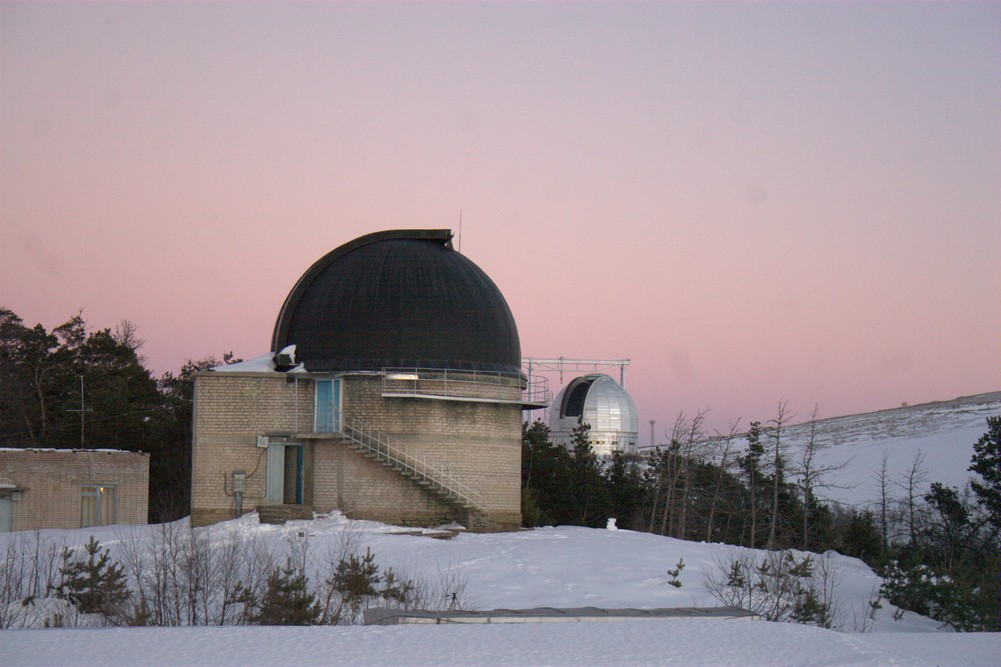
Télescope de Zelentchoukskaïa..
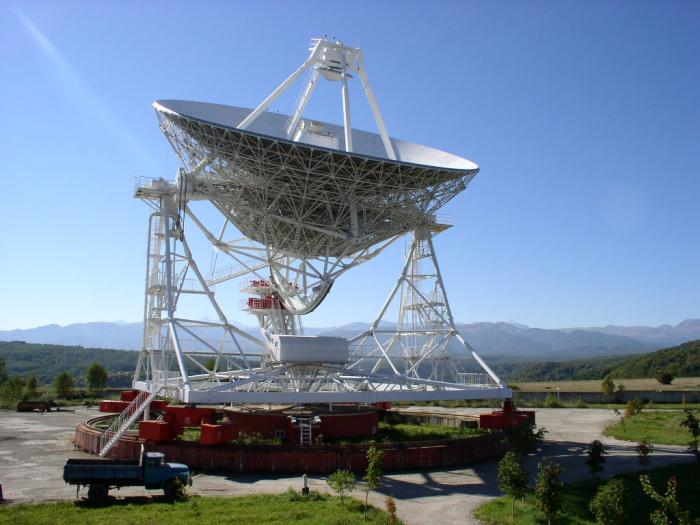
Radiotelescope RT-32.

Le site de Zelentchoukskaïa (code MPC 114) est situé sur une montagne dans le nord du Caucase à 2 027 m d'altitude. Il accueille un télescope de 0,3 m destiné à l'observation des planètes mineures et des comètes. Le site comprend également un télescope de 6 m et un radiotélescope de l'observatoire spécial d'astrophysique de l'académie des sciences de Russie.
En 2008 le télescope a permis de découvrir les planètes mineures suivantes : (212924) Yurishevchuk, (212929) Satovski,(325369) Shishilov, (360072) Alcimedon, (361764) Antonbuslov,  (381458) Moiseenko.